# Почепсуха
Почепсуха (адыг. Пэчепсыхо) — горная вершина на Северо-Западном Кавказе. Высота 911 метров над уровнем моря. Через вершину горы проходит административная граница между Туапсинским районом и городским округом города Горячий Ключ Краснодарского края.

## Географическое положение
Гора Почепсуха расположена на юге Краснодарского края между Туапсинским районом и городским округом города Горячий Ключ. 
Массив вершины по абсолютным высотам преобладает на этом участке Главного Кавказского хребта и является водоразделом множества рек берущих начало как на северном склоне горы, так и на южном. Перепады высот составляют около 730 метров. 
Гора представляет собой двуглавую вершину заросшую лесом. Почепсуха является одной из немногих в округе вершин, с вершины которой открывается вид на море, несмотря на то, что протяжённость от горы до моря составляет 24 км. Также со склонов горы Почепсуха можно увидеть горы — Псиф, Агой, Фаше и др.  
Ближайшие к горе населённые пункты — аул Псебе в 9 км к югу, село Подхребтовое в 9 км к западу и село Садовое в 10 км к востоку от вершины горы. От селений Садовое и Подхребетовое к горе проложены туристические маршруты. Путь из аула Псебе к горе сильно затруднён из-за высокой пересечённости местности. 

## Этимология
Название горы Почепсуха в переводе с адыгейского языка означает «начало холодов» или «холодный нос». В связи с этим, иногда на топографических картах после названия горы, в скобках указывается её второе название — «Холодная». 

## Растительность
Гора покрыта густым смешанным лесом, в котором преобладают каштановые деревья. По долинам рек и в местах выходов источников растут папоротниковые заросли. Имеются также заросли фисташки и бузины. 
Вершина горы покрыта горными субальпийскими лугами с разнотравно-злаковой растительностью, во флоре которой преобладают такие растения как лесная земляника, тимофеевка, ятрышник, герань, овсяница и др. 